# Горелый (Амурская область)
Горелый — упразднённый железнодорожный разъезд в Сковородинском районе Амурской области России. Исключен из учётных данных в 1977 году.

## География
Железнодорожный разъезд располагался у одноимённой железнодорожной станции на линии Могоча — Сковородино Забайкальской железной дороги, на расстоянии примерно 10 километров (по прямой) к востоку от села Тахтамыгда.

## История
Решением Амурского исполкома от 30 декабря 1977 года № 522, железнодорожный разъезд Горелый исключен из учётных данных как населённый пункт служебного значения.